# Galéria (képzőművészet)
A galéria képzőművészeti alkotások bemutatására szolgáló fizikai vagy virtuális tér. A galéria a művészeti alkotásokat reprezentatív módon mutatja be időszakos vagy állandó kiállításon önálló vagy csoportos módon. A galéria működhet nonprofit módon, ilyenkor működése hasonló egy múzeuméhoz, ha profitorientált, akkor általában a galériás vezeti, aki a művek értékesítéséből tartja fenn vállalkozását. Magyarországon a profitorientált galériák nagyobb számban (elsősorban Budapesten) 1990 után jelentek meg. A galériákat meg kell különböztetni a képboltoktól, amelyek rendszeresen nem szerveznek egy művész, művészcsoportosulás vagy koncepció mentén kiállításokat, hanem pusztán csak a műalkotásokat mutatják be eladási szándékkal. Egy galéria általában 10-20 művésszel dolgozik együtt szerződéses alapon.

## Kortárs művészeket bemutató magyarországi galériák
- Aranyhíd Galéria
- Artitude Galéria
- Art Stúdió Galéria
- Kieselbach Galéria és Aukciósház
- MissionArt Galéria
- Művész-Pont Kortárs Művészeti Galéria
- Párisi Galéria Művészeti Szalon és Aukciósház a Párisi Nagy Áruház épületében